# Nazionale maschile di pallacanestro dell'Estonia
La nazionale maschile di pallacanestro dell'Estonia (Eesti korvpallikoondis) rappresenta l'Estonia nelle competizioni internazionali maschili di pallacanestro organizzate dalla FIBA ed è gestita dalla Federazione cestistica dell'Estonia.

## Storia

Una fase di un'amichevole tra la Lazio e la Nazionale estone nel 1932.

### 1939-1948 Prima nazionale estone
La nazionale estone ha presenziato a due edizione dell'Europeo negli anni trenta chiudendo in entrambe le occasioni al quinto posto.

È stata presente all'Olimpiade di Berlino del 1936, la prima edizione in cui la pallacanestro era presente ufficialmente. In questa occasione, il team estone ha avuto l'onore di giocare la prima partita del torneo, e di conseguenza, la prima partita in assoluto del basket alle Olimpiadi, vincendo per 34-29 contro la Francia.

### 1948-1991 Nazionale sovietica
Dopo la seconda guerra mondiale il paese è stato occupato e inglobato all'Unione Sovietica, e ne ha fatto parte fino al 1991, anno in cui l'Estonia ha ristabilito l'indipendenza e, di conseguenza, ha visto riformarsi le sue nazionali sportive.

### Dal 1992 Seconda nazionale estone
Nel 1993 è riuscita subito a qualificarsi alla fase finale del Campionato europeo dove ha conquistato il sesto posto.

Nell'edizione del 2001, ha partecipato per la quarta volta alla massima manifestazione continentale finendo all'ultimo posto. Nel 2009 è retrocessa in Division B.

## Piazzamenti
Per tutte le manifestazioni, nel periodo 1948-1991, era parte della Nazionale sovietica, essendo l'Estonia annessa all'Unione Sovietica.

### Olimpiadi
- 1936 - 9º

### Campionati europei
- 1937 - 5°
- 1939 - 9°
- 1993 - 6°

- 2001 - 14°
- 2015 - 17°
- 2022 - 19°

## Formazioni

### Olimpiadi
Pallacanestro ai Giochi della XI OlimpiadeAltosaar, Amon, Illi, Kärk, Keres, Mahl, Margiste, Veskila, Nooni, Saar, Vinogradov, All. Herbert Niiler

### Campionati europei
Campionato europeo maschile di pallacanestro 19374 Veskila, 5 Erikson, 6 Mahl, 7 Kärk, 8 Keres, 9 Illi, 10 Zimmermann, 11 Suurna, 12 Viksten,        All. Herbert Niiler
Campionato europeo maschile di pallacanestro 19393 Valdmäe, 4 Erikson, 5 Tillemann, 6 Viksten, 7 Vinogradov, 8 Amon, 9 Juurup, 10 Altosaar, 11 Veskila, 13 Mahl,        All. Herbert Niiler
Campionato europeo maschile di pallacanestro 19934 Kandimaa, 5 Kuusmaa, 6 Kivinukk, 7 Saksakulm, 8 Metstak, 9 Nagel, 10 Rumma, 11 Babenko, 12 Noormets, 13 Karavajev, 14 Kullamäe, 15 Pehka,        All. Jaak Salumets
Campionato europeo maschile di pallacanestro 20014 Tein, 5 Varblane, 6 Kandimaa, 7 Kriisa, 8 Metstak, 9 Pärn, 10 Rumma, 11 Kikerpill, 12 Noormets, 13 Müürsepp, 14 Liivak, 15 Pehka,        All. Üllar Kerde
Campionato europeo maschile di pallacanestro 20154 Veideman, 5 Ta. Sokk, 6 Dorbek, 7 S. Sokk, 8 Talts, 9 Arbet, 10 Keedus, 11 Vene, 13 Toome, 14 Kangur, 15 Hallik, 20 Kurbas,        All. Tiit Sokk
Campionato europeo maschile di pallacanestro 20220 Drell, 2 Raieste, 7 Sokk, 9 Tass, 11 Vene, 15 Kotsar, 20 Nurger, 21 Jõesaar, 22 Dorbek, 33 Kitsing, 44 Kriisa, 77 Kullamäe,        All. Jukka Toijala

## Nazionali giovanili
- Selezioni giovanili della nazionale maschile di pallacanestro dell'Estonia